# Xavi Simons
Xavi Quentin Shay Simons (* 21. April 2003 in Amsterdam) ist ein niederländischer Fußballspieler. Der Mittelfeldspieler steht seit Sommer 2023 bei RB Leipzig unter Vertrag und ist A-Nationalspieler.
Er wird von Beobachtern als einer der vielversprechendsten Spieler seiner Generation angesehen und wurde 2020 in die „Next Generation“-Liste der sechzig im Jahr 2003 geborenen Talente der The Guardian eingetragen.

## Karriere

### Verein

#### Anfänge in Spanien und bei PSG

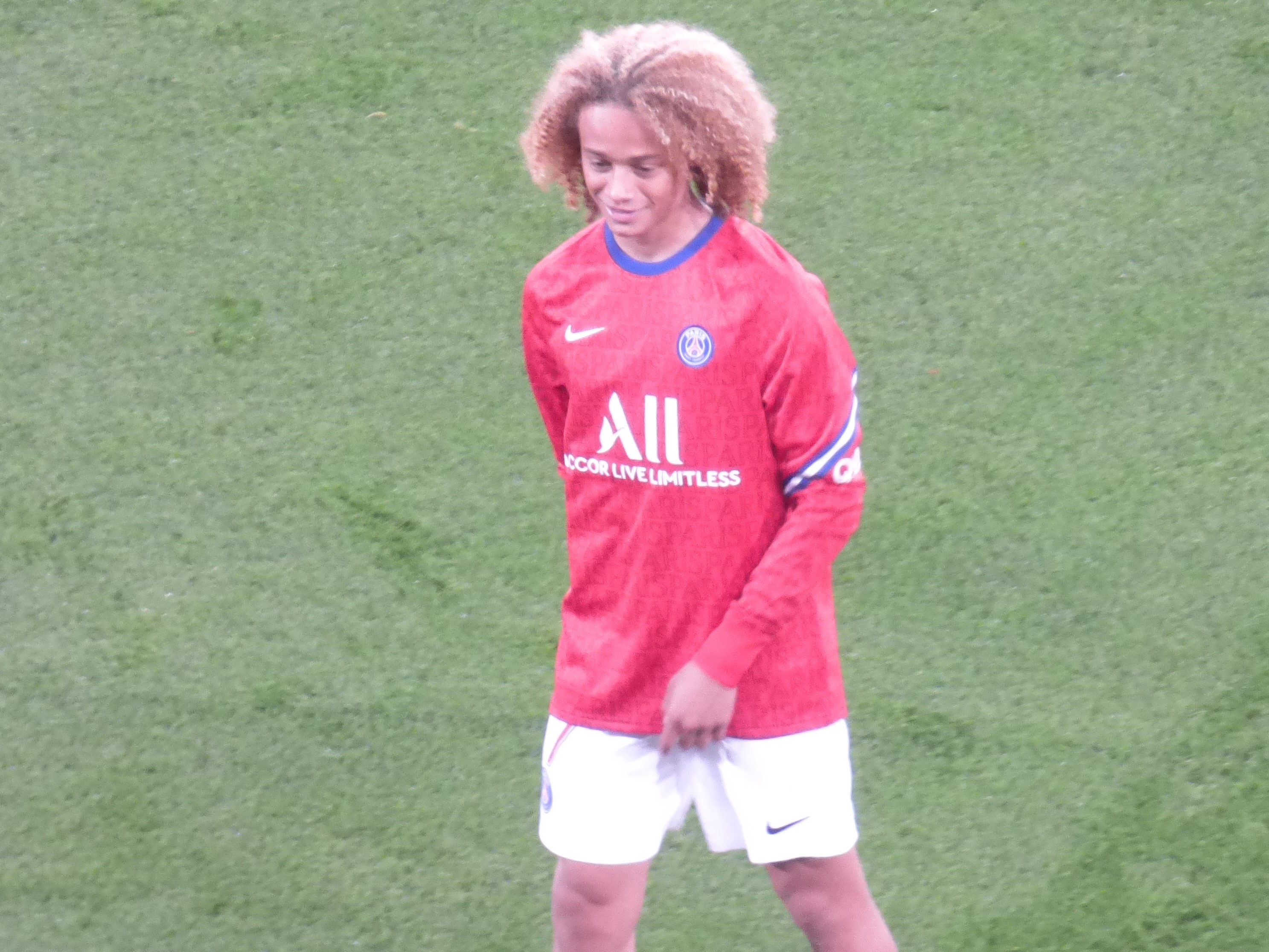
Bei PSG (2020)

Simons zog als Dreijähriger mit seiner Familie in die spanische Provinz Alicante und wuchs dort zunächst in der Kleinstadt Rojales auf. Mit dem Vereinsfußball begann er dann beim CD Tháder in der rund 60 km entfernten Universitätsstadt Murcia. Im Jahr 2010 wurde der junge Niederländer in der renommierten Jugendabteilung „La Masia“ des FC Barcelona aufgenommen. Hier genossen zuvor bereits spätere Weltmeister wie Lionel Messi, Andrés Iniesta, Xavi Hernández oder Gerard Piqué ihre Ausbildung. Simons gewann mit Jugendmannschaften der Katalanen drei Meistertitel und führte auch einige von ihnen als Mannschaftskapitän an. Mit 15 erhielt er seinen ersten Werbevertrag vom Sportartikelhersteller Nike und erreichte mit Videos auf der Plattform Youtube teilweise millionenfache Aufrufe.
Zur Saison 2019/20 wechselte der 16-Jährige nach Frankreich zu Paris Saint-Germain. Dem Portal Sportbuzzer zufolge hätte sich der Junge nicht selbst für den Wechsel entschieden, sondern sei lediglich Empfehlungen aus seinem Umfeld gefolgt. In Paris soll Simons fortan im Rahmen seines bis Juli 2022 gültigen Vertrags 1 Mio. Euro pro Jahr verdient haben. Der Offensivspieler lief in seinem ersten Jahr zunächst für die A-Junioren in der UEFA Youth League, im Coupe Gambardella sowie in der U19-Jugendliga auf. Nach sieben Toren und sechs Vorlagen in acht Ligaspielen für die U19 stieß Simons im Herbst 2020 fest zur von Thomas Tuchel trainierten ersten Herrenmannschaft und debütierte für diese im Februar 2021 in der 3. Runde des Coupe de France, allerdings unter Tuchels Nachfolger Mauricio Pochettino. Einen weiteren Kurzeinsatz hatte er in der Endphase der Ligasaison. Mit der Mannschaft gewann er den nationalen Pokal und wurde mit ihr Vizemeister.
Auch in der Spielzeit 2021/22 kam Simons bei den Profis nicht über den Reservistenstatus hinaus, da Pochettino auf die erfahrenen Kräfte Messi, Kylian Mbappé, Neymar und Ángel Di María setzte. In der Liga war der Niederländer mit sechs überwiegend kurzen Einsätzen (einmal in der Startelf) am Gewinn seiner ersten Meisterschaft mit PSG beteiligt. Hinzu kamen noch drei Spiele im Pokal, in dem man im Achtelfinale ausschied. Spielpraxis sammelte Simons darüber hinaus hauptsächlich in der UEFA Youth League, die aufgrund der COVID-19-Pandemie in der Vorsaison nicht ausgetragen worden war; dort spielte er bis zum Ausscheiden im Viertelfinale, das er aufgrund einer Gelbsperre nicht verhindern konnte, siebenmal für seinen Verein und steuerte hierbei zehn Scorerpunkte zur Mannschaftsleistung bei.

#### Durchbruch als Profi in Eindhoven
In der Sommerpause 2022 lehnte der 19-jährige Simons eine Verlängerung seines auslaufenden Vertrags ab und wechselte daraufhin erstmals in seine niederländische Heimat zur PSV Eindhoven. Er unterschrieb beim amtierenden Vizemeister und Pokalsieger einen Vertrag bis zum 30. Juni 2027 und folgte auf offensive Leistungsträger wie Cody Gakpo, Noni Madueke und Mario Götze, die alle den Verein verlassen hatten. Unter dem Trainer und ehemaligen Stürmer Ruud van Nistelrooy schaffte Simons, der im Offensivbereich variabel eingesetzt wurde, den Durchbruch im Herrenbereich. Er kam hierbei am häufigsten im offensiven Mittelfeld oder auf dem linken Flügel zum Einsatz. In der Liga standen für ihn am Saisonende 34 Spiele zu Buche (immer in der Startelf stehend), in denen er 19 Tore erzielte. Somit war Simons hinter Anastasios Douvikas (20) der zweitbeste Torschütze der Liga. Fünfmal gelang dem jungen Spieler ein „Doppelpack“, beispielsweise am 2., 3. und 4. Spieltag. Mit der PSV blieb Simons ab dem 19. Spieltag ungeschlagen, letztendlich wurde aber Feyenoord Rotterdam mit sieben Zählern Vorsprung niederländischer Meister. Im Pokal schoss Simons ein Tor im Spiel der 2. Runde gegen Sparta Rotterdam und bereitete Patrick van Aanholts 2:0 gegen den Drittligisten SV Spakenburg im Halbfinale vor. Beide Male konnte der Gegner in der zweiten Halbzeit noch jeweils den 1:2-Anschlusstreffer verbuchen. Das Endspiel bestritt die PSV gegen den ewigen Rivalen Ajax Amsterdam und Simons assistierte seinem Teamkollegen Thorgan Hazard bei dessen 1:1, das letztendlich auch der Endstand innerhalb der regulären Spielzeit war. Innerhalb der folgenden Nachspielzeit wurde der Offensivspieler ausgewechselt, woraufhin seine Mannschaft schließlich im Elfmeterschießen ihren Titel verteidigte. Neben dem Gewinn des nationalen Supercups folgte für Simons auch dessen Premiere im Europapokal inklusive seines ersten Tores in einem europäischen Wettbewerb der Herren.

#### Wechsel nach Leipzig

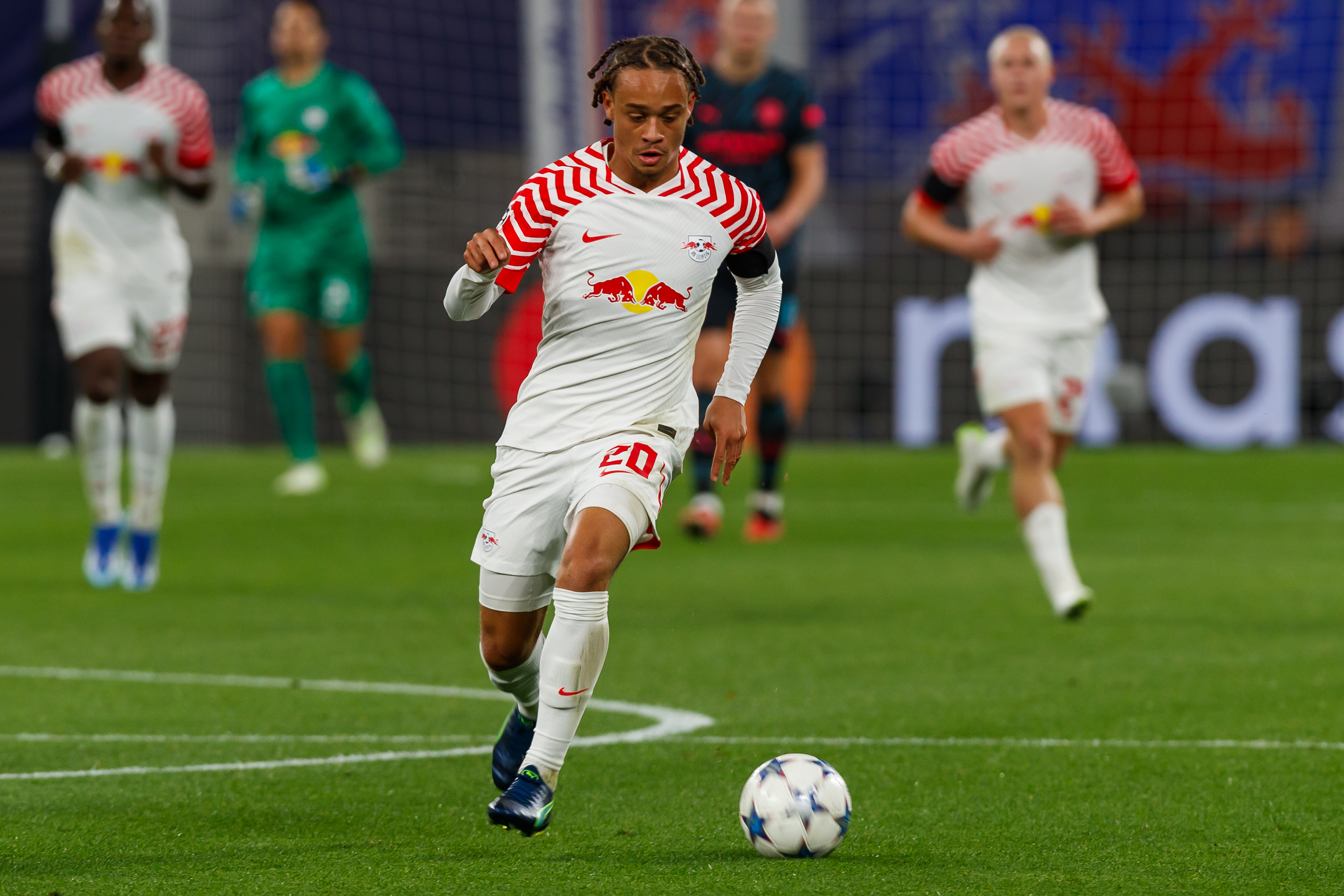
Mit RB Leipzig gegen Manchester City (2023)

Während der Sommerpause 2023 machte PSG von seinem Rückkaufrecht Gebrauch, nachdem der Niederländer mit 34 Scorerpunkten der mit Abstand effektivste Angreifer Eindhovens gewesen war. Simons unterschrieb bei Paris Saint-Germain einen bis zum 30. Juni 2027 gültigen Vertrag und wechselte unmittelbar für die Saison 2023/24 auf Leihbasis in die Bundesliga zu RB Leipzig. In seinem ersten Pflichtspiel gewann er mit der Mannschaft, die zuvor unter anderem die Offensivkräfte Christopher Nkunku und Dominik Szoboszlai verlassen hatten, den DFL-Supercup nach einem 3:0 gegen den FC Bayern München. Mit je zwei Toren und Assists hatte Simons, der beispielsweise Timo Werner in der Stürmerhierarchie nach hinten verdrängte, einen nicht unerheblichen Anteil am Erreichen des Champions-League-Achtelfinales. Mit sieben Assists in 16 Partien wurde er zudem neben vier weiteren Spielern zum zweitbesten Vorbereiter der Bundesliga. Daraufhin urteilte das kicker-Sportmagazin: „Mit 20 in einer neuen Umgebung und einer anderen Liga so durchzustarten: Respekt! Der Niederländer lieferte bei RB sogleich auf Top-Niveau ab, wurde rasch zum Leistungsträger, wenn auch mit (verständlichen) kleinen Schwankungen. Dynamisch, schnell, mit Zug zum Tor, das war ein sehr starkes Debüt.“ und bescheinigte dem überwiegend als Rechtsaußen eingesetzten Simons in der Kategorie der offensiven Mittelfeldspieler die „internationale Klasse“ vor Jonas Hofmann und hinter dem als „weltklasse“ eingestuften Florian Wirtz. In der Rückserie wurde Simons auf den linken Flügel verschoben, nachdem Dani Olmo aus einer längeren Verletzungspause zurückkehrte. Nach Loïs Openda konnte der Niederländer die meisten direkten Torbeteiligungen vorweisen und verlor mit Leipzig nur zwei weitere Spiele. Als Tabellenvierter hinter Meister Bayer 04 Leverkusen sowie dem VfB Stuttgart und Bayern München gelang RB der erneute Einzug in die Gruppenphase der Champions League.
Der Leihvertrag lief zunächst zum 30. Juni 2024 aus. Simons befand sich nach seiner Teilnahme an der Europameisterschaft 2024, bei der die Niederländer bis ins Halbfinale kamen, im Urlaub und kehrte daher nicht nach Paris zurück. Anfang August 2024 einigten sich die Vereine auf eine Leihe für die Saison 2024/25. Simons verletze sich am 3. Spieltag der Champions-League-Ligaphase im Spiel gegen den FC Liverpool schwer am linken Sprunggelenk und fiel bis zum Ende des Jahres 2024 aus. Nach der Winterpause kehrte der Stürmer aufs Feld zurück und erzielte beim 4:2 Leipzigs gegen Werder Bremen zwei Tore. Ende Januar 2025 verpflichteten die Leipziger, die mit nur einem Sieg aus der Champions League ausschieden, ihren Leihspieler fest und statteten ihn mit einem bis Juni 2027 gültigen Vertrag aus. Auch im weiteren Rückrundenverlauf beteiligte sich der Niederländer regelmäßig an Treffern seiner Mannschaft, blieb mit dieser aber mehrmals in Folge ohne Sieg, beispielsweise in den letzten fünf Saisonspielen. Unter anderem verloren Simons und RB Leipzig gegen den direkten Konkurrenten Eintracht Frankfurt mit 0:4 oder trennten sich unentschieden vom späteren Meister FC Bayern. Dementsprechend schafften es die Leipziger am Saisonende erstmals seit acht Jahren nicht, sich für einen Europapokalwettbewerb zu qualifizieren.

### Nationalmannschaft
Simons lief zwischen Februar und Mai 2018 5-mal für die niederländische U15-Nationalmannschaft auf und erzielte dabei ein Tor. Anschließend spielte er zwischen Februar und April 2019 3-mal für die U16 sowie zwischen Oktober und November 2019 6-mal für die U17, für die er 3 Tore erzielte.
Nachdem Simons im September 2022 in der U21-Nationalmannschaft debütiert hatte, wurde er im November 2022 vom Bondscoach Louis van Gaal für die Weltmeisterschaft 2022 in Katar erstmals in die A-Nationalmannschaft berufen. Dort gab Simons am 3. Dezember 2022 sein Debüt, als er beim 3:1-Achtelfinalsieg gegen die USA in der Schlussphase eingewechselt wurde. Im Viertelfinale, in dem er ohne Einsatz blieb, schieden die Niederländer im Elfmeterschießen gegen den späteren Weltmeister Argentinien aus.

## Persönliches
Simons, der nach dem spanischen Spieler und Trainer Xavi Hernández benannt wurde, ist der Sohn des ehemaligen Profifußballers Regillio Simons, welcher surinamesischer Abstammung ist. Er hat einen Bruder und eine Schwester.

## Titel und Auszeichnungen
Paris Saint-Germain
- Französischer Meister: 2022
- Französischer Pokalsieger: 2021

PSV Eindhoven
- Niederländischer Pokalsieger: 2023
- Niederländischer Supercupsieger: 2022

RB Leipzig
- Deutscher Supercupsieger: 2023

Auszeichnungen
- Rookie des Monats der Fußball-Bundesliga (2): Dezember 2023, April 2024
- Wahl in die VDV 11: 2023/24